# Hozyusz
Hozyusz (Hosius, Hosz, Pończocha) – polski herb szlachecki z nobilitacji.

## Opis herbu
W polu dwudzielnym w słup z prawej złotym krąg błękitny obarczony trzema liliami (1 nad 2), pod którym pięć kręgów czerwonych (2,2,1); z lewej na tle czerwonym nogawica srebrna.
Klejnot: Dwa rogi: złoty i czerwony.
Labry czerwone, podbite złotem.

## Najwcześniejsze wzmianki
Nadany Janowi i Urlykowi Hozjuszom 10 grudnia 1561. Lewe pole ma pochodzić z herbu Piusa IV, przyjął je Stanisław Hozjusz w czasie sprawowania godności kardynała, zaś właściwym herbem Hozjuszów miała być sama nogawica. Ostrowski pisze, że jest to herb w połowie włoski i w połowie niemiecki, zaś polskie szlachectwo miał uzyskać już ojciec Ulryka i Jana, również Jan 15 stycznia 1549.

## Herbowni
Bezdan, Butt-Hussaim, Guszcza, Gut, Gutt, Horbacewicz, Horbaczewski, Hosz, Hoziusz - Hozjusz - Hozyusz, Husain, Huszcza, Kmieciński.

### Znani herbowni
Stanisław Hozjusz, Stanisław Józef Hozjusz.